# NGC 6861E
NGC 6861E је спирална галаксија у сазвежђу Телескоп која се налази на NGC листи објеката дубоког неба.
Деклинација објекта је - 48° 41' 26" а ректасцензија 20h 11m 1,4s. Привидна величина (магнитуда) објекта NGC 6861 износи 14,3 а фотографска магнитуда 15,1. NGC 6861E је још познат и под ознакама ESO 233-42, PGC 64216.